# Crime and Punishment: A Falsified Romance
Crime and Punishment: A Falsified Romance (яп. 罪と罰 A Falsified Romance Цуми то бацу A Falsified Romance, букв. «Преступление и наказание: Сфальсифицированный роман») — манга Наоюки Отиая по мотивам романа Фёдора Михайловича Достоевского «Преступление и наказание». Манга выходила с января 2007 по март 2011 года в журнале Manga Action издательства Futabasha. Адаптация манги в виде телесериала выходила с апреля по июнь 2012 года.

## Сюжет
В отличие от оригинального романа и манги Осаму Тэдзуки действие манги Наоюки Отиая перенесено в современную Японию.
Мироку Тати — бедный, но довольно способный молодой студент, который хочет стать писателем. На него возлагают большие надежды мать и сестра. Однако внезапно он перестает посещать занятия в колледже и запирается в крошечной студии, больше похожей на свалку. Закрывшегося от всего мира парня начинают одолевать сомнения, и он чувствует себя виноватым из-за того, что не хочет жить в этом «ненормальном» обществе. Разум Мироку постоянно занят исследованием человеческой сущности, а излечение прогнившего общества становится его навязчивой идеей. Все усугубляется после увиденного парнем телевизионного выступления американского генерала, оправдывающего бомбардировки мирного населения. В Мироку начинает зреть уверенность, что он относится к «великим мира сего», а значит не стоит беспокоиться о нравственности своих действий, ведь дело касается каких-то жалких «плебеев». И вот, полный амбиций парень строит план убийства бессердечной школьницы, руководящей небольшой группой школьниц проституток. Таким образом он решается помочь своей сестре, себе, и всему миру, а также горит желанием описать всё это в своем романе.

## Медиа

### Манга
Манга является японской современной адаптацией по мотивам романа Фёдора Михайловича Достоевского «Преступление и наказание», в которой сочетаются основы оригинального романа и современное общество, а также затронуты такие темы как хикикомори, NEET и школьная проституция. Манга выходила с 23 января 2007 по 15 марта 2011 года в журнале Manga Action издательства Futabasha и состоит из 10 томов. Манга была лицензирована издателем JManga и была одним из первых релизов на запуске сайта 17 августа 2011 года. Но сайт JManga выпустил только 5 томов до своего закрытия. Манга также выпускалась во Франции издательством Delcourt, в Тайване издетельством Ever Glory Publishing, в Италии издательством Goen.

#### Список томов манги
| - 1. "Horse and Iron Bar" (яп. 馬と鉄棒 Ума то тэсубо:) - 2. "NEET and Whore" (яп. ニートと娼婦 Ни:то то сё:фу) - 3. "Cola and Coffee" (яп. コーラとコーヒー Ко:ра то ко:хи:) - 4. "News and Glasses" (яп. ニュースとメガネ Ню:су то мэганэ) - 5. "Observations and Records" (яп. 観察と記録 Кансацу то кироку) | - 6. "Witch and Writer" (яп. 魔女とライター Мадзё то райта:) - 7. "Heaven and Hell" (яп. 天国と地獄 Тэнгоку то дзигоку) - 8. "Lies and Kisses" (яп. 嘘とくちづけ Усо то кутидзукэ) - 9. "Sun" (яп. 日輪 Нитирин) |

| - 10. "Summer and Indecision" (яп. 夏と逡巡 Нацу то сюндзюн) - 11. "Miko and Tokyo" (яп. ミーコと東京 Ми:ко то то:кё:) - 12. "Endings and Beginnings" (яп. 終わりと始まり Овари то хадзимари) - 13. "Trust and Contempt" (яп. 信頼と軽蔑 Синрай то кэйбэцу) - 14. "Tricks and Trials" (яп. トリックとトライアル Торикку то торайару) | - 15. "Resolute Action" (яп. 決行 Кэкко:) - 16. "Flowers and Honey" (яп. 花と蜜蜂 Хана то мицубати) - 17. "Dream and Reality" (яп. 夢と現実 Юмэ то гэндзицу) - 18. "Blood and Lips" (яп. 血と唇 Ти то кутибиру) |

| - 19. "Cold Steel" (яп. 白刃 Хакудзин) - 20. "Mirror and Key" (яп. 鏡と鍵 Кагами то Каги) - 21. "Crime and Investigation" (яп. 犯罪と捜査 Хандзай то со:са) - 22. "Startled Hare and Hunting Dogs" (яп. 脱兎と猟犬 Датто то рё:кэн) - 23. "Gloves and Bicycle" (яп. 手袋と自転車 Тэбукуро то дзитэнся) | - 24. "Isolation and Stupor" (яп. 孤絶と喪神 Кодзэцу то со:син) - 25. "Door and Mailbox" (яп. 扉とポスト Тобира то посуто) - 26. "Confusion and Coma" (яп. 混乱と昏睡 Конран то консуй) - 27. "Pride and Shame" (яп. プライドと恥 Пурайдо то хадзи) |

| - 28. "Circumstance and Proverb" (яп. 情事と箴言 Дзё:дзи то сингэн) - 29. "Literature and Debauchery" (яп. 文学と放蕩 Бунгаку то хо:то:) - 30. "Eros and Thanatos" (яп. エロスとタナトス Эросу то танатосу) - 31. "Reverence and Adoration" (яп. 畏れと憧れ Осорэ то акогарэ) - 32. "Big Sister and Little Brother" (яп. 姉と弟 Анэ то ото:то) | - 33. "Happiness and Freedom" (яп. 幸福と自由 Ко:фуку то дзию:) - 34. "Promise and Shadow" (яп. 約束と影 Якусоку то кагэ) - 35. "Two Revolutions" (яп. 二つの革命 Футацу но какумэй) - 36. "Spring Snow" (яп. 春の雪 Хару но Юку) |

| - 37. "Straying and Inebriation" (яп. 迷走と酩酊 Мэйсо: то мэйтэй) - 38. "Teacher and Student" (яп. 教師と教え子 Кё:си то осиэго) - 39. "Transgression and Sacrifice" (яп. 破戒と犠牲 Хакай то гисэй) - 40. "Violence and Bride" (яп. 暴力と花嫁 Бо:рёку то ханаёмэ) - 41. "The Crime and the Punishment" (яп. その罪と罰 Соно цуми то бацу) | - 42. "Shinran and Traffic Light" (яп. 親鸞と信号 Синран то синго:) - 43. "Suspicion and Provocation" (яп. 疑惑と挑発 Гиваку то тё:хацу) - 44. "This World and Nirvana" (яп. 此岸と彼岸 Сиган то хиган) - 45. "White Back" (яп. 白い背中 Сирой сэнака) |

| - 46. "Tears and Gaze" (яп. 涙と眼差し Намида то манадзаси) - 47. "Theme and Variation" (яп. 主題と変奏 Сюдай то хэнсо:) - 48. "Family and Secret" (яп. 家族と秘密 Кадзоку то химицу) - 49. "Determination and Parting" (яп. 決意と訣別 Кэцуй то кэцубэцу) - 50. "Darkness and Light" (яп. 暗がりと灯火 Курагари то томосиби) | - 51. "Bible and Iron Fist" (яп. 聖書と鉄拳 Сэйсё то тэккэн) - 52. "Creature and Creature" (яп. 獣と獣 Кэмоно то кэмоно) - 53. "Coincidence and Inevitability" (яп. 偶然と必然 Гю:дзэн то хицудзэн) - 54. "Scheme and Turnabout" (яп. 企みと転回 Такурами то тэнкай) |

| - 55. "Malice and Passion" (яп. 悪意と受難 Акуй то дзюнан) - 56. "Anxiety and Foreboding" (яп. 不安と予感 Фуан то ёкан) - 57. "Crossing the Road" (яп. 車道を渡る Сядо: о ватару) - 58. "Confession" (яп. 告白 Кокухаку) - 59. "Hatred" (яп. 憎しみ Никусими) | - 60. "Trial and Error" (яп. 試練と躓き Сирэн то цумадзуки) - 61. "A Falsified Romance" - 62. "Contradiction and Conflict" (яп. 矛盾と葛藤 Мудзюн то катто:) - 63. "Apathy and Temptation" (яп. 憂鬱と誘惑 Ю:уцу то ю:ваку) |

| - 64. "Spices and Gasoline" (яп. スパイスとガソリン Супайсу то гасорин) - 65. "Ghosts and Paradise" (яп. 楽園と亡霊 Ракуэн то бо:рэй) - 66. "Love and Betrayal" (яп. 愛と裏切り Ай то урагири) - 67. "The Flowers of Hell" (яп. 地獄に咲く花 Дзигоку ни саку хана) - 68. "Prayer and Oracle" (яп. 跪拝と託宣 Кихай то такусэн) | - 69. "Dusk and a Gentle Breeze" (яп. 薄明と微風 Хакумэй то соёкадзэ) - 70. "Question and Oxygen" (яп. 空気と問いかけ Ку:ки то тойкакэ) - 71. "The Man and the Rock" (яп. 石と人間 Иси то нингэн) - 72. "Hope and Despair" (яп. 希望と絶望 Кибо: то дзэцубо:) |

| - 73. "Sudo and Echika" (яп. 首藤とエチカ Судо: то этика) - 74. "Hesitation and Phone Call" (яп. 迷いと電話 Маёй то дэнва) - 75. "Toy and Captivity" (яп. 玩具と略奪 Омотя то рякудацу) - 76. "Gun and Abduction" (яп. 虜と拳銃 Торико то кэндзю:) - 77. "The Young Man and the Smell of Death" (яп. 若者と死臭 Вакамоно то сисю:) | - 78. "Good-bye" (яп. 告別 Кукубэцу) - 79. "The Trigger" (яп. ひきがね Хикиганэ) - 80. "The End of the Dream" (яп. 夢の終わり Юмэ но овари) - 81. "The Two Who Can Never Go Back" (яп. 帰れない二人 Каэрэнай футари) |

| - 82. "Rupture" (яп. 決壊 Кэккай) - 83. "Sublation" (яп. 止揚 Сиё:) - 84. "Ethica" - 85. "Parting Gift and Rain" (яп. 餞と雨 Ханамукэ то амэ) - 86. "Ophelia and Orpheus" (яп. オフィーリアとオルフェウス Офи:риа то оруфэусу) - 87. "Departure" (яп. 旅立ち Табидати) | - 88. "Mother and Child" (яп. 母と子 Хана то ко) - 89. "Friendship and Promise" (яп. 友情と願い Ю:дзё: то нэгай) - 90. "The Path of Light" (яп. 光の道 Хикари но мити) - 91. "Interrogation and Declaration" (яп. 誰何と宣明 Суйка то сэнмэй) - 92. "Tricks and Consequences" (яп. 手品とそれから Тэдзина то сорэкара) - 93. "Regeneration" (яп. 再生 Сайсэй) |

### Сериал
В 2012 году с 29 апреля по 3 июня на WOWOW выходила адаптация манги в виде 6-серийной дорамы. Режиссёр сериала Манабу Асо, сценарий Юмико Камиямы и Тадасукэ Фудзимото, музыка Кодзи Эндо.

#### В ролях
- Кэнго Кора[англ.] — Мироку Тати.
- Асами Мидзукава[англ.] — Этика Амэя.
- Аюми Ито — Ёсино Тати.
- Кэйсукэ Хорибэ[яп.] — Кукио Амэя.
- Ай Хасимото[англ.] — Хикару Баба.
- Акиёси Накао[англ.] — Масамити Ядзуми.
- Сёта Сомэтани[англ.] — Харука Микосиба.
- Аки Асакура[яп.] — Акэми Накагами.
- Асука Оно[яп.] — Риса Симадзу.
- Хисако Манда[англ.] — Ёсими Тати.
- Тацуси Танака[англ.] — Кай Судо.
- Масато Ибу[англ.] — Куродо Гой.

## Восприятие
Эд Чавес из Otaku USA назвал серию "manga reader's manga" ввиду отсутствия распространённых тропов, таких как моэ или фансервис, и её реалистичности. Чавес счёл занятными персонажей и визуальное оформление, а двойственность главного героя заставила его вернуться и продолжить чтение. Тем не менее рецензент, ссылаясь на скудные продажи «Монстра» Наоки Урасавы, сомневался, что американский рынок «заинтересован в драмах подобного калибра».
Манга присутствовала в списке кандидатов в номинации «Best Manga Series 2010» на 18-м Anime & Manga Grand Prix.